# Phyllonorycter baetica
Phyllonorycter baetica là một loài bướm đêm thuộc họ Gracillariidae. Nó được tìm thấy ở Tây Ban Nha.